# Robin Copeland
Pour les articles homonymes, voir Copeland.

a Compétitions nationales et continentales officielles uniquement.

b Matchs officiels uniquement.
Dernière mise à jour le 26 septembre 2023.
Robin Copeland, né le 23 octobre 1987 à Wexford, est un joueur irlandais de rugby à XV jouant au poste de troisième ligne.

## Carrière

### En club
Robin Copeland a été formé à l'Académie du Leinster. En 2012, il rejoint les Cardiff Blues après avoir passé les deux saisons précédentes en 2e division anglaise d'abord avec les Plymouth Albion RFC, puis avec les Rotherham Titans.
En décembre 2013, il s'engage pour deux saisons avec le Munster Rugby à partir de la saison de Pro 12 2014-2015. En décembre 2015, il prolonge son contrat pour deux saisons supplémentaires. Le 11 novembre 2016, il est élu homme du match lors de la confrontation de son équipe face aux Maori All-Blacks. Il quitte le Munster à l'issue de son contrat à la fin de la saison 2017-2018.
En 2018, il s'engage pour deux saisons avec l'équipe du Connacht Rugby.
En mai 2020, il change de championnat pour rejoindre la Pro D2 et Soyaux Angoulême XV Charente,.

### En équipe nationale
Robin Copeland joue avec l'équipe d'Irlande Wolfhounds en 2014, puis il commence le Tournoi des Six Nations la même année avant de jouer pour l'Emerging Irlande toujours en 2014.

## Palmarès
Palmarès de Robin Copeland :
- 2014 : Vainqueur de l'IRB Nations Cup avec l'Emerging Ireland
- 2015 & 2017 : Finaliste du Pro 12 avec le Munster Rugby
- 2017 : Vainqueur de la British and Irish Cup avec le Munster Rugby